# 行政立法
行政立法是指行政机关根据法定权限，并按法定程序制定和发布行政法规和规章的抽象行政行为。

## 行政立法的分类

### 行政立法权的权力来源不同
- 职权性立法：行政主体根据宪法和有关组织法的规定的职权所进行的行政立法。
- 普通授权立法：行政主体依据宪法和组织法以外的法律法规授权所进行的行政立法。
- 特别授权立法：国务院依据全国人大及常务委员会的特别授权而进行的立法。

### 行政立法的目的和内容不同
- 执行性立法：行政主体为了执行特定法律法规或上级的规范性文件而进行的行政立法。
- 创设性立法：行政机关为了填补法律和法规的空白，或者变通法律和法规的规定，以实现行政职能而进行的立法。

## 行政立法的形式
行政立法包括制定行政法规和行政规章。制定行政规范性文件只属于一般的抽象行政行为，并不属于行政立法。当前中国司法实务采取的实体区分标准，即以是否创设权利义务来区分行政立法与行政规范性文件的思路面临着逻辑上的困境。在权利义务的创设与权利义务的具体化之间，并不存在一道清晰的界限。基于中国立法法上所确立的立法制度框架。对行政立法与行政规范性文件的区分应当坚持程序标准，只要没有经过行政立法程序的规则，就是行政规范性文件。

## 行政立法的程序
- 编制立法工作计划
- 起草
- 征求和听取意见
- 审查

- 决定和公布